# Чрезвычайная акция по умиротворению
Чрезвычайная акция по умиротворению (кодовое наименование: АБ-акция) (нем. Außerordentliche Befriedungsaktion) — операция по арестам отрядами СС и гестапо польской интеллигенции в Генерал-Губернаторстве (часть оккупированной Польши во время II мировой войны) и отправке в концентрационные лагеря, во время Второй мировой войны. Операция была разработана и контролировалась Гансом Франком и его заместителем Артуром Зейс-Инквартом.
На части Польши, вошедшей в III Рейх (Рейхсгау Данциг — Западная Пруссия и Вартеланд), проводилась аналогичная Intelligenzaktion.

## История проведения операции
Операция была задумана ещё в сентябре 1939 года, а уже в ноябре гестапо совершило первые аресты. Первым арестованными стали профессора Краковского университета, которых направили в концентрационные лагеря на территории рейха.

### Возникшие проблемы
Численность интеллигенции, подлежащей переводу в концентрационные лагеря, расположенные в Третьем рейхе, была слишком велика, а сам перевод сопровождался сложностями. Ханс Франк так инструктировал подчинённых по этому поводу:

Нет необходимости помещать эти элементы в германские концентрационные лагеря, так как это вызвало бы трудности и ненужную переписку с семьями. Лучше решать эти вопросы в самой стране и наиболее простым способом

После проведённых арестов было устроено судебное разбирательство, находившееся в ведении гестапо.

### Агрессия Германии на западном фронте
Тем временем, пока войска Германии вторгались в Голландию, Бельгию и Францию, внимание мировой общественности переключилось с польских событий на западный фронт. Ханс Франк в это время пишет:

Надо воспользоваться тем, что пристальное внимание всего мира приковано к западному фронту и ликвидировать тысячи поляков, начав с главных представителей польской интеллигенции

В середине мая 1940 года Франк совместно с статс-секретарём Йозефом Бюллером и Зейсс-Инквартом начинает обсуждение дальнейшего проведения акции, поручая её исключительно представителям РСХА в Польше: обергруппенфюреру СС Крюгеру и бригадефюреру I управления РСХА Штрекенбаху, а также специально прибывшие из Третьего Рейха эсэсовцы.
30 мая Ханс Франк издал последние инструкции к акции, обрекавшие польскую интеллигенцию на смерть:

Всякая попытка судебных властей вмешаться в операцию АБ, предпринятую полицией, будет рассматриваться как измена государству и германским интересам. Комиссия по помилованиям, состоящая при моей службе, не будет заниматься этими делами… Это просто внутреннее мероприятие по умиротворению, которое должно быть проведено вне рамок обычной процедуры.

## Результаты операции
По отъезду Штрекенбаха в Берлин Ханс положительно отозвался о результатах акции и утверждал, что содеянного не стоит стыдиться, не стоит забывать этого.
В рамках акции было убито около 6500 человек, в том числе 3500 политиков и интеллигенции, а также 3000 криминальных элементов. От Ханса Франка остались подробнейшие отчёты об их уничтожении в сорока двух тетрадях.